# أبولونا (دوديكانيسوس)

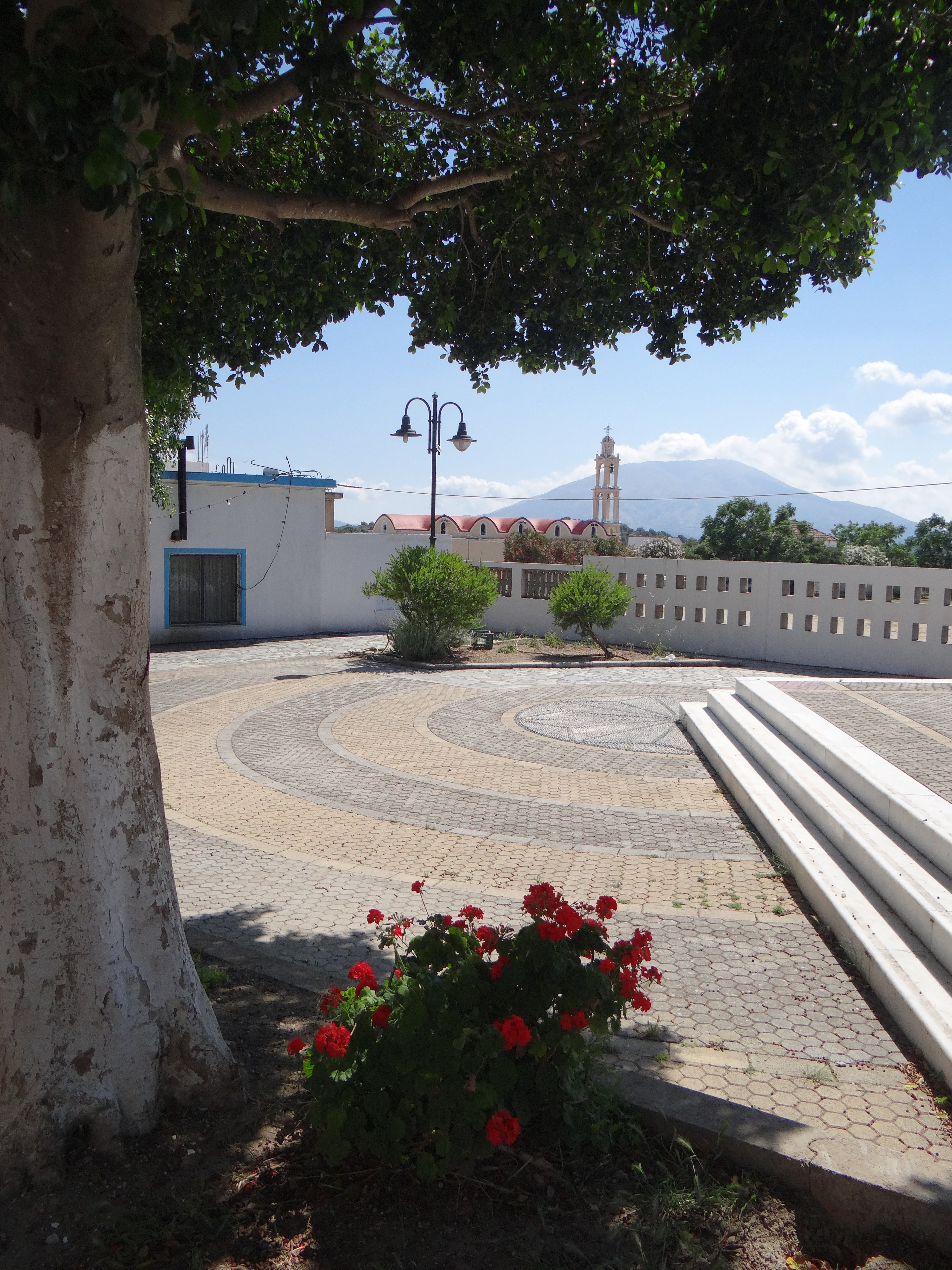

أبولونا (باليونانية: Απόλλωνα)‏ هي قرية جبلية في اليونان، في بلدية كاميروس في جزيرة رودس في جنوب إيجة.
تقع القرية على بعد 53 كيلومترا من مدينة رودس (على الساحل الغربي)، على بعد حوالى 38 كم من ليندوس القديمة (بجوار ليرما) وعلى بعد 31 كم من مطار رودس دياجوراس.